# Žabinec (přítok Sázavy)
Žabinec je potok v okrese Havlíčkův Brod v Kraji Vysočina. Je to levostranný přítok řeky Sázavy, jehož délka činí 16,6 km. Plocha povodí měří 40,9 km². Na Žabinci leží přehrada s maximální hloubkou 14m.

## Průběh toku

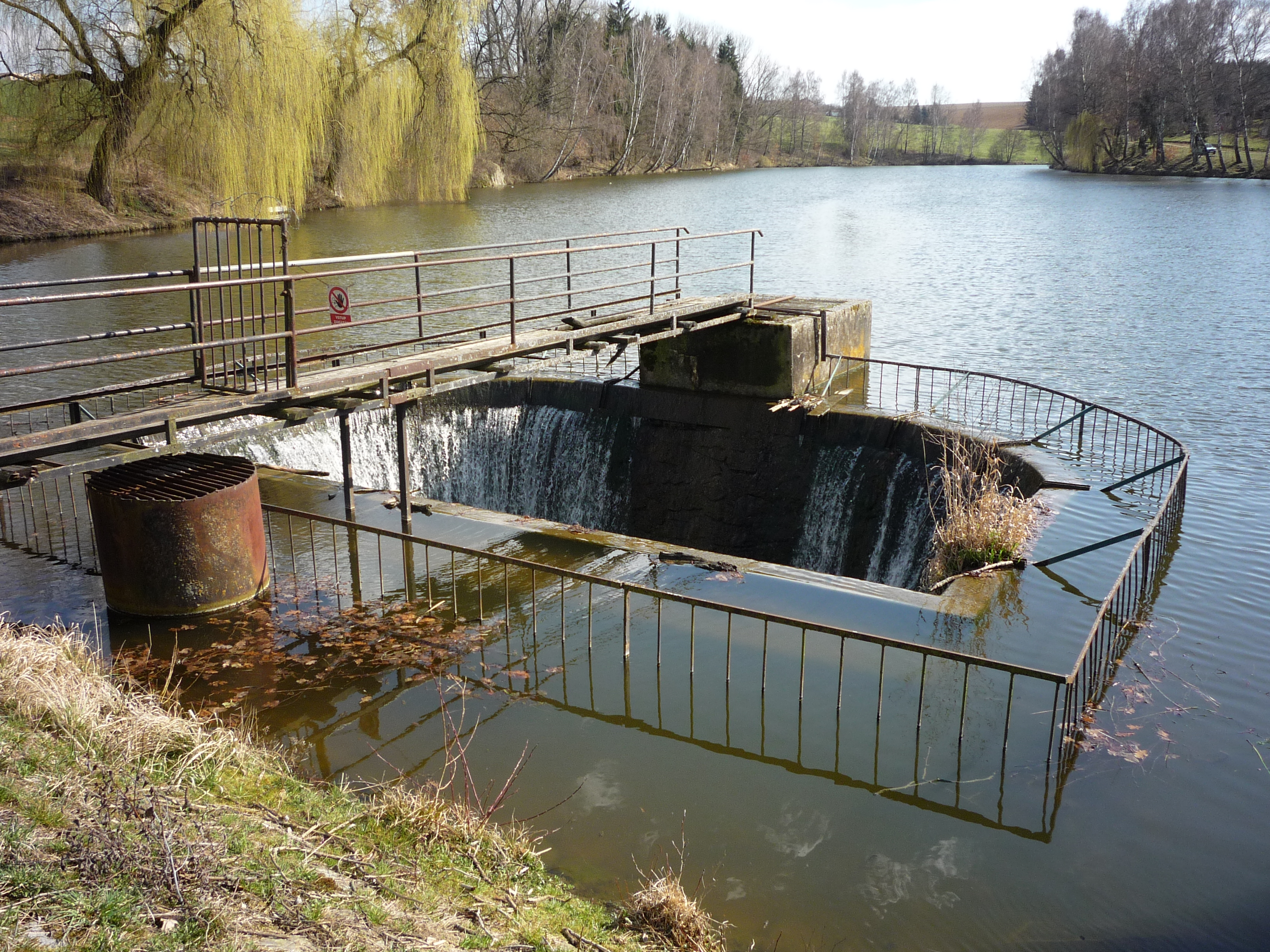
Vodní nádrž Žabinec

Potok pramení zhruba 2 km jihovýchodně od městyse Úsobí na severním úbočí Kosovského vrchu (682 m n. m.) v nadmořské výšce okolo 630 m. Nejprve směřuje k severovýchodu. Pod vsí Chyška se stáčí více na sever, protéká Okrouhličkou, u které jej posiluje zprava Skřivánkovský potok. Dále potok proudí otevřenou krajinou směrem k Petrkovu, pod nímž na svém 3,0 říčním kilometru přijímá zleva svůj největší přítok Petrkovský potok, který pramení severně od Lípy. Po necelém kilometru pod tímto soutokem vzdouvá jeho vody vodní nádrž Žabinec, jejíž hráz se nachází zhruba na jeho 1,5 říčním kilometru. Dále potok protéká Havlíčkovým Brodem, kde se zleva vlévá do Sázavy na jejím 162,6 říčním kilometru.

### Větší přítoky
- Skřivánkovský potok,[3] zprava, ř. km 9,8, délka 2,8 km[4]
- Petrkovský potok, zleva, ř. km 3,0, délka 3,8 km[5]

## Vodní režim
Průměrný průtok u ústí činí 0,32 m³/s.
M-denní průtoky u ústí:
| M [dní]  | Q30  | Q60  | Q90  | Q120 | Q150 | Q180 | Q210 | Q240 | Q270 | Q300 | Q330 | Q355 | Q364 |
| -------- | ---- | ---- | ---- | ---- | ---- | ---- | ---- | ---- | ---- | ---- | ---- | ---- | ---- |
| Q [m³/s] | 0,77 | 0,50 | 0,37 | 0,29 | 0,24 | 0,19 | 0,16 | 0,13 | 0,10 | 0,08 | 0,06 | 0,04 | 0,03 |